# Condega
Condega é um município da Nicarágua, situado no departamento de Estelí. Tem 371 km² de área e sua população em 2020 foi estimada em 30.658 habitantes.